# Маряново (гміна)
Гміна Маряново (пол. Gmina Marianowo) — сільська гміна у північно-західній Польщі. Належить до Старгардського повіту Західнопоморського воєводства.
Станом на 31 грудня 2011 у гміні проживало 3221 особа.

## Територія
Згідно з даними за 2007 рік площа гміни становила 101.75 км², у тому числі:
- орні землі: 64.00%
- ліси: 25.00%

Таким чином, площа гміни становить 6.70% площі повіту.

## Населення
Станом на 31 грудня 2011:
| Опис     | Загалом | Загалом | Чоловіки | Чоловіки | Жінки | Жінки |
| -------- | ------- | ------- | -------- | -------- | ----- | ----- |
| одиниця  | осіб    | %       | осіб     | %        | осіб  | %     |
| все      | 3221    | 100     | 1582     | 49.12    | 1639  | 50.88 |
| міське   | 0       | 100     | 0        |          | 0     |       |
| сільське | 3221    | 100     | 1582     | 49.12    | 1639  | 50.88 |

## Сусідні гміни
Гміна Маряново межує з такими гмінами: Добжани, Стара Домброва, Старгард-Щецинський, Сухань, Хоцивель.